# Primitiv funktion
Inom matematisk analys är en funktion F en primitiv funktion till f om funktionen f är dess derivata, det vill säga om F '(x)=f(x). 
Andra benämningar av primitiv funktion är antiderivata eller obestämd integral. Samma beteckning används som för integraler, fast utan några gränser. Primitiva funktioner används bland annat till algebraisk beräkning av integraler.
Eftersom derivatan av en konstant funktion är noll, finns det oändligt många primitiva funktioner till en funktion f. Om en primitiv funktion är F(x), så kan alla primitiva funktioner skrivas F(x) + C.
Exempel: Alla primitiva funktioner till
{\displaystyle f(x)=x^{2}}
kan skrivas
{\displaystyle F(x)=\int x^{2}dx={\frac {1}{3}}x^{3}+C}
där dx betyder att integrering sker med avseende på variabeln x.
Märk att derivatan av den primitiva funktionen är lika med funktionen f.
Det är i allmänhet mycket enklare att analytiskt derivera än att analytiskt integrera och därigenom är det enkelt att kontrollera om en primitiv funktion är korrekt framtagen.
I tabellen till höger finns de vanligast använda primitiva funktionerna, även kallade standardprimitiver.

## Användbara räknelagar
Vid integrering gäller samma linearitetsegenskaper som vid derivering. Utifrån denna definition kan följande egenskaper hos integraler härledas:
{\displaystyle \int a\cdot f(x)dx=a\cdot \int f(x)dx}
förutsatt att konstanten a inte är lika med noll;
{\displaystyle \int \left(f(x)\pm g(x)\right)dx=\int f(x)dx\pm \int g(x)dx}
där f(x) och g(x) är oberoende funktioner.
Utifrån en geometrisk tolkning kan ytterligare egenskaper hos integraler påvisas:
{\displaystyle \int _{a}^{b}f(x)dx=\int _{a}^{c}f(x)dx+\int _{c}^{b}f(x)dx}
{\displaystyle \int _{a}^{a}f(x)dx=0}
{\displaystyle \int _{a}^{b}f(x)dx=-\int _{b}^{a}f(x)dx}
Dessutom påverkas inte integreringen av integrationsvariabeln:
{\displaystyle \int f(x)dx=\int f(t)dt}
Följande två satser är användbara vid analytisk beräkning av primitiva funktioner:
{\displaystyle \int {\frac {f'(x)}{f(x)}}dx=\ln |f(x)|+C};
{\displaystyle \int f(x)\cdot f'(x)dx={\frac {f(x)^{2}}{2}}+C}.
Den senare kan sägas vara den omvända kedjeregeln och man ser enkelt att båda gäller genom att derivera högerledet.
Dessa regler, tillsammans med partialintegration och lämpliga variabelbyten, utgör grunden för att analytiskt bestämma primitiva funktioner.
Primitiva funktioner kan beräknas automatiskt med Risch algoritm.